# 新伍德斯托克 (紐約州)
新伍德斯托克（英語：New Woodstock）是位於美國紐約州麥迪遜縣的非建制地區。

## 歷史
新伍德斯托克的郵局自1818年營運至今。

## 地理
新伍德斯托克所處的海拔為高於海平面398米（即1306英呎），而該地所採用的時區為UTC-5，即北美东部时区（EST）。同時該地設有夏令時間，為UTC-5調快一小時，即UTC-4（EDT）。